# Djibasso (departamento)

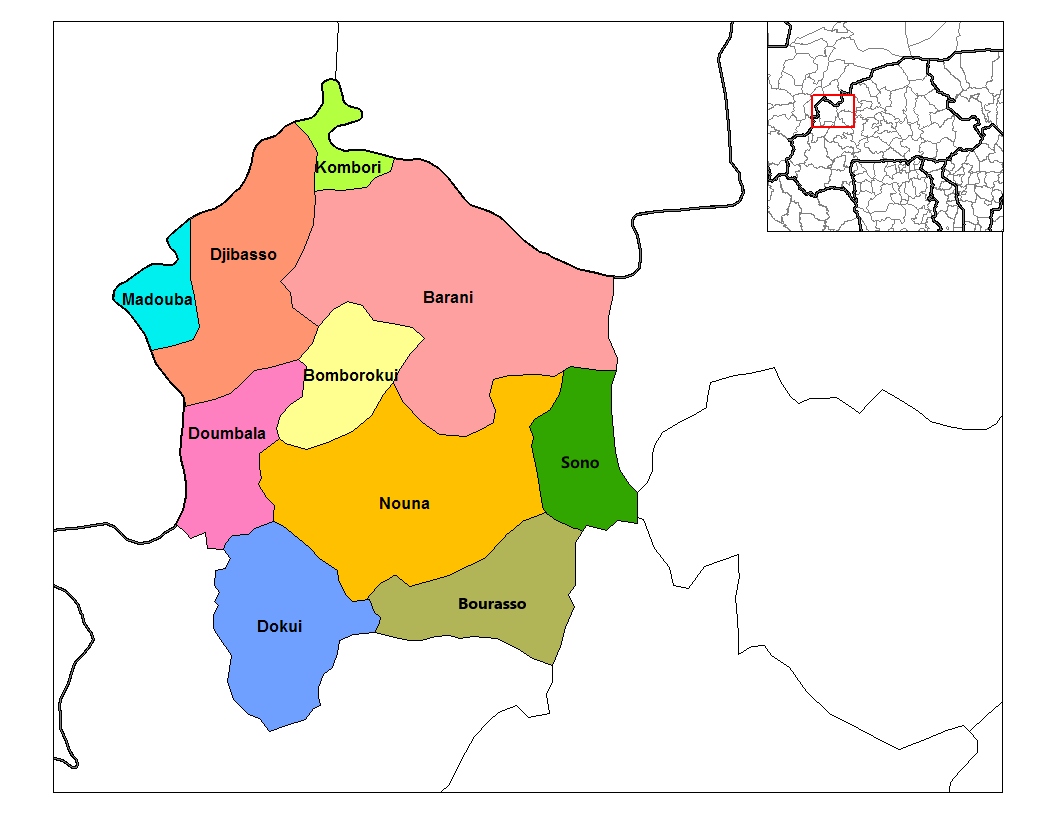

Djibasso é um dos dez departamentos da província de Kossi, no Burkina Faso.